# Футуна (Вануату)
Футуна (англ. Futuna) — остров в архипелаге Новые Гебриды. Принадлежит Вануату, входит в состав провинции Тафеа.

## География
Остров находится в архипелаге Новые Гебриды в Тихом океане. К западу расположен остров Танна, к северо-западу — остров Анива, к юго-западу — остров Анейтьюм.
Футуна — самый восточный остров Вануату. Он имеет вулканическое происхождение и представляет собой вулканический конус, окружённый коралловым рифом. Берега Футуны обрывистые, в центре острова расположено плато Татаву.
Вулкан, составляющий основу Футуны, в последний раз проявлял активность в плейстоцене, как минимум 11 000 лет тому назад. Высшая точка острова достигает 643 м.
Климат на Футуне тропический. Среднегодовое количество осадков превышает 1500 мм. Остров подвержен циклонам и землетрясениям.

## История
Остров Футуна, как и Анива, был заселён полинезийцами с островов Тонга и Футуна (к западу от Самоа), который смешались с выходцами с соседнего острова Танна.
Остров был открыт 20 августа 1774 года английским путешественником Джеймсом Куком, который назвал его «островом Иммер».
В марте 1906 года Футуна, как и другие острова Новых Гебрид, стали совместным владением Франции и Британии, то есть архипелаг получил статус англо-французского кондоминиума.
30 июня 1980 года Новые Гебриды получили независимость от Великобритании и Франции, и Футуна стал территорией Республики Вануату.

## Население
Иногда остров называют «Западная Футуна», чтобы отличать его от острова Футуна в составе островов Уоллис и Футуна. Несмотря на то, что остров географически расположен в пределах Меланезии, его по культурным особенностям населения относят к Полинезии.
В 2009 году численность населения Футуны составляла 526 человек. Основное занятие местных жителей — натуральное сельское хозяйство. На острове действует аэропорт.
Остров разделён на десять округов: Ираро, Итапапа, Итапасеси, Матанги, Матовеи, Набао, Нариари, Ракаороа, Серинао и Чинароа. Жители острова особым стилем исполняют христианские гимны, внедрённые миссионерами XIX века.
Местное население говорит на языке футуна-анива (западно-футунском), относящимся к футунским языкам (которые, в свою очередь, относятся к ядерно-полинезийским).